# Sidomlangean
Sidomlangean is een bestuurslaag in het regentschap Lamongan van de provincie Oost-Java, Indonesië. Sidomlangean telt 2439 inwoners (volkstelling 2010).